# Maratésio
Maratério (em latim: Marathesium; em grego: Μαραθήσιον; romaniz.: Marathésion) é uma antiga cidade grega fundada por jônios na costa da Lídia, na atual Turquia, ao sul de Éfeso não muito distante da fronteira com a Cária. Devido sua localização, Estêvão de Bizâncio considerou-a uma cidade cária. Plínio, o Velho situou-a próximo da cidade de Pígela e do Santuário de Paniônio. Segundo fontes epigráficas de Priene, Samos alegou ter recebido a cidade de Mileto após a Guerra Melíaca (ca. 700 a.C.).
Em data desconhecida, segundo Estrabão, os samianos entregaram-na aos efésios em troca de Anaia. Pelo que consta nas fontes, Maratério participou da Liga de Delos desde 478/477 a.C., administrativamente pertencendo ao distrito jônico. Ela é mencionada nas listas de tributários de Atenas entre os anos 443/442 e 415 a.C., pagando inicialmente um foro de 3 000 dracmas, e então desde 433/432 a.C., 2 000 dracmas. Em 440-439 a.C., durante a Guerra Sâmia, Maratésio e Priene provavelmente foram capturadas por Samos, como sugerido pela ausência de ambos nas listas tributárias 13 até 15 datadas para estes anos.